# Jarvis (månkrater)
Jarvis är en nedslagskrater på månens baksida. Jarvis har fått sitt namn efter den amerikanska astronauten Gregory Jarvis.
Kratern hette tidigare Borman Z.